# Årostjärnen
Årostjärnen var en sjö, nu våtmark, i Leksands kommun och Mora kommun i Dalarna och ingår i Dalälvens huvudavrinningsområde. Sjön hade en area på 0,0707 kvadratkilometer och låg 188,9 meter över havet.

## Delavrinningsområde
Årostjärnen ingår i det delavrinningsområde (675964-145085) som SMHI kallar för Ovan Rejån. Medelhöjden är 214 meter över havet och ytan är 27,62 kvadratkilometer. Räknas de 14 avrinningsområdena uppströms in blir den ackumulerade arean 198,69 kvadratkilometer. Ickån som avvattnar avrinningsområdet har biflödesordning 2, vilket innebär att vattnet flödar genom totalt 2 vattendrag innan det når havet efter 299 kilometer. Avrinningsområdet består mestadels av skog (72 procent) och sankmarker (15 procent). Avrinningsområdet har 0,07 kvadratkilometer vattenytor vilket ger det en sjöprocent på 0,3 procent. Bebyggelsen i området täcker en yta av 0,21 kvadratkilometer eller 1 procent av avrinningsområdet.